# The Catastrophist
The Catastrophist — седьмой студийный альбом американской рок-группы Tortoise. Он был выпущен 22 января 2016 года лейблом Thrill Jockey. В его записи приняли участие вокалисты Тодд Риттманн и Джорджия Хабли (из Yo La Tengo).

## Композиции
Появившись через шесть лет после Beacons of Ancestorship, альбом уходит корнями в 2010 год, когда Tortoise писали музыку, вдохновлённую джазом и импровизационной музыкальной сценой их родного города. Несмотря на то, что они доработали эти композиции для альбома, чувство приключений, присущее оригинальному проекту, сохранилось. Заглавный трек имеет самые тесные связи с началом альбома, удерживая вместе переходы между узловатым, напряжённым электрофанком и задумчивым пост-роком, который Tortoise помогли определить в 90-х, с проворными барабанными партиями, обязанными джазу. Синтезаторная интерлюдия «Gopher Island» напоминает музыку Марка Матерсбо к фильму «Акватика жизни со Стивом Зиссу»; «Hot Coffee» оправдывает своё фанковое название; а завершающий трек «At Odds with Logic» отправляет альбом в дрейф на волне прибоя гитар.
В основном инструментальном творчестве Tortoise треки с вокалом все равно выделялись бы, но вокальные камео The Catastrophist также великолепны сами по себе. Тодд Риттман из U.S. Maple и Dead Rider принимает участие в самой рискованной песне альбома — кавере на песню Дэвида Эссекса «Rock On», который привносит рваный край в дрожащую прохладу оригинала и доказывает, что Tortoise могут сделать рок с припевом и куплетами своим собственным. Позже Джорджия Хабли из Yo La Tengo становится звездой в великолепной «Yonder Blue», призрачном переосмыслении поп-соула 60-х, напоминающем Broadcast и Джулию Холтер в их лучшем исполнении. Среди этих экспериментов группа возвращается к основам в «The Clearing Fills», безмятежном исследовании звонких гитар и электронной перкуссии, которое перекликается с другими великими пост-рокерами, такими как Stereolab и Mogwai, и в «Tesseract», которая, с её угловатой мелодией и хитрыми сменами темпа, возможно, является здесь самой традиционной песней Tortoise.
Как и на других поздних пластинках Tortoise, на The Catastrophist синтезаторы и цифровая перкуссия играют более заметную роль; например, одноимённая открывающая альбом композиция сразу же вступает в игру с дерзким вихрем синтезаторов и ударов драм-машины, а через 15 секунд переходит в более типичный пост-роковый темп. Даже в этих знакомых рамках Tortoise находят в альбоме место для нюансных сюрпризов, будь то песни с лёгким уклоном в математический рок (наиболее заметная «Tesseract») или лоу-фай инди-баллада «Yonder Blue» с вокалом Джорджии Хабли из Yo La Tengo.

## Отзывы
| Совокупная оценка    | Совокупная оценка |
| Источник             | Оценка            |
| -------------------- | ----------------- |
| Metacritic           | 73/100            |
| Оценки критиков      |                   |
| Источник             | Оценка            |
| AllMusic             | [ 4 ]             |
| The A.V. Club        | B                 |
| Consequence of Sound | B−                |
| Exclaim!             | 7/10              |
| Pitchfork            | 6.8/10            |
| PopMatters           | [ 5 ]             |
| Resident Advisor     | 3.4/5             |
| Rolling Stone        | [ 12 ]            |
| Slant Magazine       | [ 13 ]            |
| Tiny Mix Tapes       | [ 14 ]            |

Альбом получил положительные отзывы музыкальной критики и интернет-изданий.
На сайте Metacritic, который присваивает средневзвешенную оценку из 100 баллов отзывам основных критиков, альбом получил средний балл 73 % на основе нескольких рецензий, что свидетельствует о «в целом благоприятных отзывах».
Хизер Фазер написал в AllMusic, что этот альбом «В каждом из треков The Catastrophist то, как Tortoise собирает воедино строительные блоки пост-рока, звучит как никогда свежо, группа умело и часто игриво комбинирует влияния, собранные в музыкальном магазине. Даже самые неожиданные моменты альбома выглядят совершенно естественно. В некотором смысле The Catastrophist кажется микрокосмом творчества группы; хотя они не повторяются, все это объединяется в одну из их самых непосредственных музыкальных композиций на сегодняшний день».
PopMatters написал в рецензии: «к The Catastrophist можно относиться как к приятному сюрпризу после продолжительного молчания Tortoise, которым он и является — а не как к возвращению к чему-то забытому, эволюционировавшему в прошлом или иным образом потерянному. Она повторяет эклектику Standards и Beacon of Ancestorship, извлекая пользу из обширного фонда современных и классических источников вдохновения группы и умело конденсируя их в целостный и последовательный продукт. С какой бы стороны ни подходить к новому альбому Tortoise, он представляет собой утешительный маяк на знакомых звуковых площадках. The Catastrophist — это не самоуверенное переосмысление или пересмотр устаревших прошлых альбомов, чего можно было бы ожидать после семилетнего перерыва в записи; это просто следующая пластинка Tortoise, и довольно хорошая».

## Список композиций
Слова и музыка всех песен — Tortoise, кроме «Rock On» Дэвида Эссекса и «Yonder Blue» группы Tortoise и Georgia Hubley.
| №   | Название                                          | Длительность |
| --- | ------------------------------------------------- | ------------ |
| 1.  | «The Catastrophist»                               | 3:52         |
| 2.  | «Ox Duke»                                         | 4:49         |
| 3.  | «Rock On» (при участии Тодда Риттманна, вокал)    | 3:12         |
| 4.  | «Gopher Island»                                   | 1:13         |
| 5.  | «Shake Hands with Danger»                         | 4:10         |
| 6.  | «The Clearing Fills»                              | 4:22         |
| 7.  | «Gesceap»                                         | 7:37         |
| 8.  | «Hot Coffee»                                      | 3:53         |
| 9.  | «Yonder Blue» (при участии Джорджии Хабли, вокал) | 3:18         |
| 10. | «Tesseract»                                       | 3:54         |
| 11. | «At Odds with Logic»                              | 3:15         |

| №   | Название                                   | Длительность |
| --- | ------------------------------------------ | ------------ |
| 12. | «The Mystery Won't Reveal Itself (to You)» | 4:02         |
| 13. | «Yonder Blue (Instrumental)»               | 3:20         |

## Чарты
| Чарт (2016)                        | Высшая позиция |
| ---------------------------------- | -------------- |
| США (Heatseekers Albums Billboard) | 10             |
| США (Independent Albums Billboard) | 24             |
| США (Tastemaker Albums Billboard)  | 13             |
| США (Top Rock Albums Billboard)    | 38             |
| Бельгия/Фландрия (Ultratop)        | 164            |